# Талієсін
Талієсін (вал. [talˈjɛsɪn]; бл. 6 століття н. е.) - ранньобритонський бард і поет постримської Британії, чия робота, ймовірно, збереглася в рукописі Середньої Валлії, Книзі Талієсіна. Був відомим бардом, який, як вважається, співав при дворах принаймні трьох королів.
Іфор Віл'ямс назвав одинадцять середньовічних віршів, що приписують Талієсіну. Значну частину цих робіт становлять оди королю Уріену з Регеду і його сину Оуену Маб Урієну, хоча деякі з віршів показують, що Талієсін також служив в якості придворного барда короля Бросфальда Ісгіторга з Повісу та його наступнику Кінану Гаруіну, або до, або під час свого перебування на суді Урієна. Деякі події, про які йдеться у віршах, наприклад, битва при Арфдерідді (бл. 573), згадуються в інших джерелах.
У легендах та середньовічній валлійській поезії його часто називають Талісін Бен Берд ("Талієсін, Старший бард" або начальник поетів). Він згадується як один із п’яти відомих британських поетів, поряд з Талхаірном Тад Авеном ("Талхаірн - батько музи"), Анейріном, Блуффардом та Сян Гвент Гваудом ("Ціанська пшенична пісня"). Також згадується в Історії Бритів та у збірці віршів, відомому як Ю Гододдін. Ще у середині 12 століття Талієсін був високо оцінений як автор великої кількості романтичних легенд. 
Згідно з легендою Талієсін був прийнятий в дитинстві Ельффіном, сином Гуайддно Гаранайра, і передбачив смерть Майлгун Гвінеда від Жовтої чуми. У пізніших оповіданнях став міфічним героєм, а також компаньйоном Брана Блаженного та короля Артура. Його легендарна біографія зустрічається у кількох пізніх перекладах, найдавніший з збережених оповідань знайдений у рукописній хроніці світової історії, написаній Еліс Груффідд у 16 столітті.

## Біографія

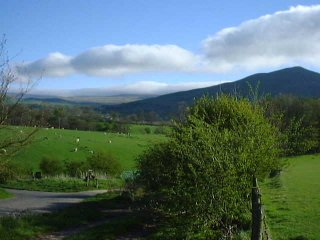
Долина Ідену між Епплбі та Пенрітом, область, яку називають серцем Регеду у одах Талієсіна

Подробиці життя Талієсіна сумбурні. Перша згадка зустрічається в саксонських родоводах, доданих до чотирьох рукописів Історії бритів. Автор називає п’ятьох поетів, серед яких Талієсін, який жив за часів Іди Бернікійського (прибл. середина VI століття) та британського вождя (О)утігірна (Сучасний валлійський Еудейрна).  Ця інформація вважається достатньо достовірною,  оскільки її згадує також Анейрін, ще один із п’яти згаданих поетів, який відомий як автор "Ю Гододдіна",- серії елегій людям царства Гододіна (нині Лотіан), які загинули в битві з Англами при Катраеті близько 600 року.
Зазвичай визнається авторство Талієсіна кількох од Уріену Регеду (помер у 590 році),  які згадують долину Ідена та ворожого лідера Фламддвайна,  якого ідентифікують як Іду або його сина Теодеріка. У віршах йдеться про перемоги Урієна в битвах при Аргоеді Львіфайні, Форді Клайда та Гвен Істрад. Талієсін також оспівував Кінана Гаруіна, царя Повісу. Також у пізніх віршах згадується попередник Сінана - Брохвел Ісгітрог.
Згідно з легендами, які вперше з’являються в Книзі Талієсіна, раннім покровителем Талієсіна був Ельффін ап Гвіддно, син Гвіддно Гарангіра, який був володарем неідентифікованої землі, під назвою Кантрер Гвелод, що була розташована в затоці Кардіган. Талісієн захищав Ельффіна і висміював його ворога, впливового Майлгун Гвінеда, незадовго до того, як останній помер (імовірно, в 547 році).
Згідно з валлійськими тріадами, у Талісіна був син Афаон, якого вважали великим воїном, і який зазнав насильницької смерті, імовірно, у Лотіані. Місце знаходження могили Таліесіна збережено в фольклорі, вона знаходиться поруч з селом Тре Талієсіна близько Ллангенфеліна  і називається Це Талієсін ("Bedd Taliesin"), хоча на справді це - поховальна камера бронзової доби. Усипальниця, і село Тре-Талієсін, біля підніжжя пагорба, насправді були названі на честь похоронної камери у 19 столітті,  хоча Едвард Лхуйд згадував легенду, про це поховання, ще у 17 столітті.

## Легенди про Талієсіна

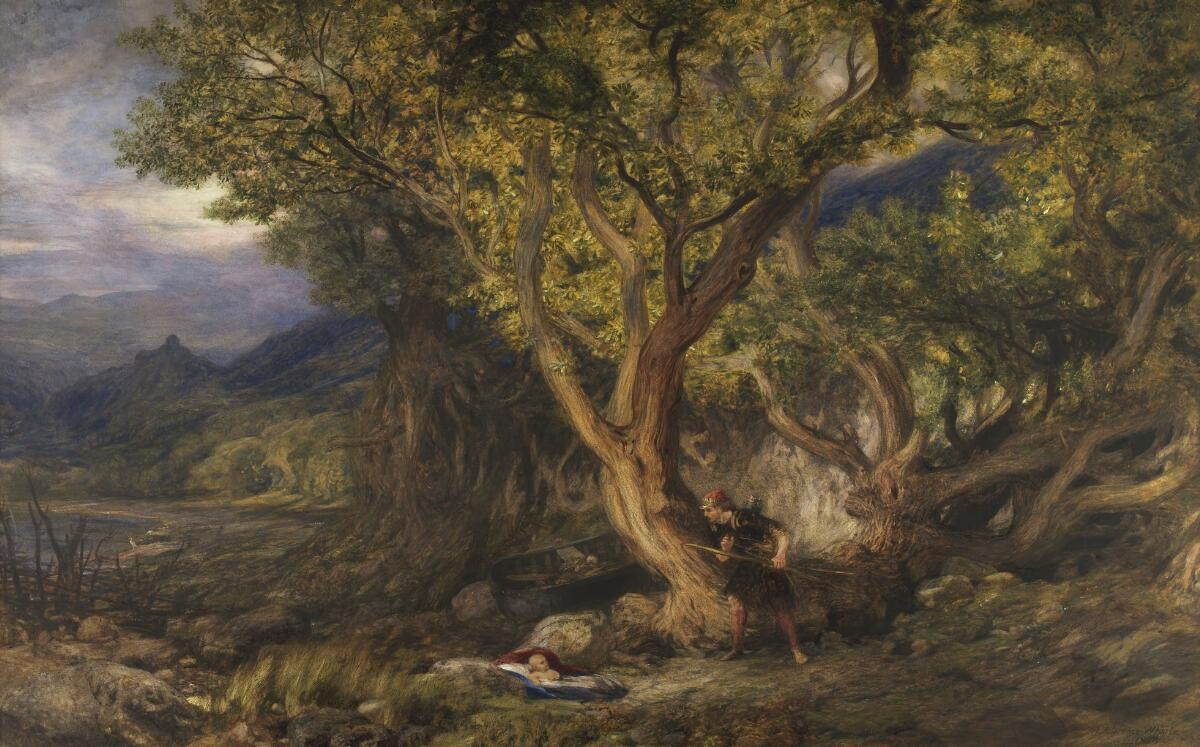
"Знаходження Талієсіна" Генрі Кларенса Уейта, 1876 рік

Більш детальні традиції біографії Талієсіна виникли приблизно у XI столітті та у "Історії Талієсіна" ("Повість про Талієсіна", що збереглася з XVI століття).  У середині 16-го століття Еліс Груффідд записала легендарну розповідь про Талієсіна, яка нагадує історію про дитинство ірландського героя Фіонна Мак Камгейла та в деяких аспектах історію про "Лосося мудрості". Казку також записав у дещо іншому варіанті Джон Джонс з Гелліфді (близько 1607 року). Ця історія багато в чому узгоджується з фрагментарними розповідями "Книги Талієсіна".
Згідно Хейнс Талієсіна, він спочатку був відомий як "Гвіона Баха ап Гвреанг" і був слугою Керрідвен, що був змушений протягом року перемішувати Котел натхнення, щоб завершити зілля натхнення Серідвен. Спочатку зілля було призначене для її сина, Морфрана, який хоч і вважався жахливо потворним, але був її улюбленцем, і відчувала, що якщо він не виросте в красі, то буде мати компенсований дар Авен. Після того, як зілля було завершене, три краплі вискочили і потрапили на великий палець Гвіона Баха. Гвіон поклав великий палець у рот, щоб вгамувати біль від опіку, що викликало просвітлення. Боючись того, що Серрідвен зробить з ним за це, Гвіон втік і врешті-решт перетворився на шматок зерна, перш ніж його спожила Церрідвен. Однак це призвело до того, що Церрідвен запліднилась, і після народження вона не могла змусити себе вбити дитину Гвіон, але кинула його в океан у великій шкіряній сумці, де його знайшов Ельффін, назвавши його Талієсіном.
Згідно з цими текстами, Талієсін був прийомним сином Елффіна ап Гвідно, який дав йому ім’я, що означає "сяючі брови", а згодом став королем у Кередігіоні (Уельс). Легенда свідчить, що бард виріс при дворі в Абердафі і що у віці 13 років відвідав короля Майлгун Гвінеда, дядька Ельффіна, і правдиво передбачав причину його смерті. Ряд середньовічних віршів, що приписують Талієсіну, натякають на цю легенду, але вони датуються значно пізнішим періодом ніж період активності історичного барда.
Ідея про те, що він був бардом при дворі короля Артура, сходить, принаймні, до казки про "Калвча та Олвена" (імовірно XI століття). Вона пропрацьовується в сучасній англійській поезії, такій як "Королівські ідилії" Теннісона та "Талієсин крізь Логрів" Чарльза Вільямса. Але можна вважати, що кар’єра історичного Талієсіна припала на останню половину VI століття, тоді як історики, які сперечаються у існуванні Артура, датують його перемогу при горі Бадон близько 500-м роком; "Аннали Камбрії" пропонують дату близько 539 року, як дату смерті або зникнення короля Артура в битві при Камлані, що лише на кілька років раніше, ніж дата 542 рік, запропонована в "Історії королів Британії". Талієсін також з'являється як сучасник Брана Блаженного, після цього він в різні часи чітко сприймається як легендарна постать, що реально існувала.
Рукопис, виданий фальсифікатором XVIII століття Іоло Моргангвом, стверджує, що Талієсін - син святого Хенва з Лланхеннока, хоча це і суперечить іншим традиціям. У рукописі стверджується, що бард навчався в школі "Катвґ", у Лланфейтіні, у Гламоргані, яку відвідував також історик Гільдас. Розповідається, що Талієсін в юності був захоплений у полон ірландськими піратами, під час риболовлі на морі і втік, використовуючи дерев’яну пряжку для човна; він примандрував до риболовецької греблі Ельффіна, одного з синів Урієна (хоча всі середньовічні валлійські джерела роблять Ельффіна сином Гуайддно Гаранайра). Урієн зробив його наставником Елффіна і подарував барду маєток. Але одного разу, представлений до двору короля, Талієсін став його головним бардом і беручи участь у військових кампаніях, описував перемоги патрона.

## Вплив
Валлійський поет Джон Девіс з Денбігшира (1841–1894 роки) прийняв бардівське ім’я Талієсіна Хіраетога.  Американський архітектор Френк Ллойд Райт, мати якого, Анна Ллойд Джонс, народилася в Уельсі, назвав свій будинок та студію у Вісконсіні "Талієсін", а свій будинок та студію неподалік Скоттсдейла (штат Арізона) - Талієсін Вест.
Сьюзен Кер - типограф і графічний дизайнер, яка розробила перший набір шрифтів для раннього "Макінтош", створила шрифт "dingbat" під назвою Талієсін,  який разом з диском оновлення для Apple System 2 був опублікований у 1985 році. Шрифт Талієсін є відносно невідомим у порівнянні з його аналогом Каїром, шрифтом-символом, на якому був зображений знаковий логотип Apple Dogcow.

### Музика
Другий студійний альбом Deep Purple отримав назву "Книга Талієсіна". Альбом Пола Роланда "Re-Animator" 2006 року містить пісню під назвою "Талієсін".

## Зовнішні посилання
- Талісін [Архівовано 3 серпня 2021 у Wayback Machine.] у проекті "Камелот"
- Талісін: Барди та друїди Великої Британії [Архівовано 4 березня 2016 у Wayback Machine.], Девід Вільям Неш, 1858
- Книга Талісіна в Національній бібліотеці Уельсу [Архівовано 8 квітня 2015 у Wayback Machine.] (дає доступ до кольорових зображень Пеніарта МС 2)
- Повний текст перекладів Патріка Форда «Казка про Талієсіна» та «Казка про wвіона Баха» 1977 року
- «Книга Талісіна» валлійською мовою з перекладами англійською мовою В. Ф. Скене (1858) [Архівовано 18 січня 2008 у Wayback Machine.] (примітка: текст і переклад Скена не є надійними за стандартами сучасної наукової науки)
- Факсимільна версія «Історії Талісін» [Архівовано 19 липня 2012 у Wayback Machine.] із сучасним перекладом англійською мовою [Архівовано 20 липня 2012 у Wayback Machine.] взята з « Хроніки шести віків» Хроніки Еліс Груффадд.
- Morris-Jones, John (1918), Taliesin, у Evans, E. Vincent (ред.), Y Cymmrodor, т. XXVIII, London: Honourable Society of Cymmrodorion -весь том присвячений нападу на пізнє датування Талісіна Джоном Гвеноґрін Еванс. Еванс зробив подібну відповідь у довгій книзі своєму критику 1918 р. У Y Cymmrodor 1924, Vol. XXXIV.